# Ilomantsi
Ilomantsi (Ilomants in svedese) è un comune finlandese di 4492 abitanti, situato nella regione della Carelia Settentrionale.
È considerato uno tra i comuni con maggiori influenze careliane, ortodosso e orientali della Finlandia. Questa è una delle tre regioni del paese che posseggono una cultura indigena tradizionalmente differenziata da quella finlandese (le altre sono le Isole Åland e l'area sami della Lapponia settentrionale). I careliani originari della zona si considerano infatti un'etnia distinta sia dai russi che dai finlandesi.
Uno dei più famosi personaggi storici di Ilomantsi è Jaakko Parppei (1792 - 1885), poeta e suonatore di kantele, tradizionale strumento a corda careliano. Da lui prende il nome la collina di Parppeinvaara (dove visse), che oggi ospita la ricostruzione di un villaggio careliano. Costruito negli anni sessanta del Novecento, questo è il più vecchio tra i villaggi del suo genere in Finlandia. Nel Runonlaulajan pirrti, l'edificio principale, vi sono mostre sul poema epico Kalevala e sulle arti ortodosse.
Una tsasouna (cappella) ortodossa sorge alle spalle del Matelin museoaitta, un minuscolo museo dedicato all'interprete di antichi poemi runici finlandesi Mateli Kuivalatar, celebre nel XIX secolo per le sue interpretazioni del poema epico Kanteletar.
Il locale serbatoio idrico a forma di torre è stato trasformato nel 1994 in una viinitorni (torre del vino) da alcuni abitanti del luogo che hanno aperto un caffè in cima all'edificio e hanno iniziato a servire il vino da loro prodotto.
All'Eläin museo (museo degli animali) si trovano diversi animali impagliati, tra cui un orso maschio del peso di 215 kg, che fu ucciso nel 1968.
A Ilomantsi si trovano due chiese di interesse artistico: la Pyhän Elian kirkko (chiesa di Sant'Elia), grande chiesa ortodossa, e la chiesa luterana, risalente al 1796, maestosa quanto quella ortodossa.
Dopo la conquista della regione da parte della Svezia, fu creata qui una congregazione luterana, e la nuova religione in breve tempo mise in ombra la fede orientale. All'interno della chiesa ci sono dei vivaci dipinti realizzati nel 1832 da Samuel Elmgren.

## Località

### Möhkö
Il paesino di Möhkö si trova a pochi chilometri dal confine russo.
Questo remoto avamposto era un tempo sede di un'industria pesante. Nel 1849 vi fu fondata una ferriera che nel suo periodo d'oro dava impiego a oltre 2000 persone ed era uno dei maggiori stabilimenti della Finlandia per la lavorazione del minerale grezzo. Il complesso comprendeva una segheria e un impianto per la produzione di catrame, e nel 1872 fu scavato un canale per il trasporto del minerale grezzo e del legname dalle foreste. È ancora visibile una sezione del canale originale con una chiusa.
Da Möhkö ha inizio il sentiero Susitaival, un itinerario di 90 km che si snoda verso nord vicino al confine russo fino alle aree palustri del Parco Nazionale di Patvinsuo.

### Hattuvaara
Il villaggio di Hattuvaara si trova a circa 40 km a nord-est di Ilomantsi.
Hattuvaara vanta la più antica tsasouna (cappella) ortodossa della Finlandia. Costruita nel terzo decennio del Settecento, conserva al suo interno numerose icone russe antiche. La sua piccola torre fu usata come avamposto di guardia durante la seconda guerra mondiale. Il 29 giugno, il villaggio ospita la pittoresca festa di Praasniekka, in occasione della quale dalla tsasouna parte una ristinsaatto (ossia una processione ortodossa in onore di un santo).
Altro luogo interessante a Hattuvaara è la Taistelijan Talo (Casa dei Combattenti), progettata dall'architetto Erkki Helasvuo, originario di Joensuu, e simbolo dell'incontro tra l'Est e l'Ovest. Ospita un museo della seconda guerra mondiale e puhde-esineitä (oggetti artigianali) realizzati dai soldati finlandesi durante la guerra.